# جيرزي سكوليموفسكي
جيرزي سكوليموفسكي (بالبولندية: Jerzy Skolimowski)‏ (و. 1938  م) هو مخرج أفلام، وممثل، ورسام، وكاتب مسرحي، وكاتب سيناريو، من بولندا، ولد في وودج.

## التعليم
تعلم في المدرسة الوطنية للأفلام في وودج.

## جوائز
حصل على جوائز منها:
- دويتشر Filmpreis  [لغات أخرى]‏.

## وصلات خارجية
- جيرزي سكوليموفسكي على موقع IMDb (الإنجليزية)
- جيرزي سكوليموفسكي على موقع مونزينجر (الألمانية)
- جيرزي سكوليموفسكي على موقع ألو سيني (الفرنسية)
- جيرزي سكوليموفسكي على موقع تيرنر كلاسيك موفيز (الإنجليزية)
- جيرزي سكوليموفسكي على موقع أول موفي (الإنجليزية)
- جيرزي سكوليموفسكي على موقع قاعدة بيانات الأفلام السويدية (السويدية)
- جيرزي سكوليموفسكي على موقع قاعدة بيانات الفيلم (الإنجليزية)
- جيرزي سكوليموفسكي على موقع كينوبويسك (الروسية)